# Tiết Diên Đà
Tiết Diên Đà (薛延陀, Xueyántuó) hay Syr-Tardush là một bộ lạc Thiết Lặc cổ và hãn quốc ở Trung-Bắc Châu Á, họ từng có thời điểm là chư hầu của Đột Quyết, song sau đó đã liên kết với nhà Đường chống lại Đông Đột Quyết. Tên gọi Tiết Diên Đà bắt nguồn từ tên Tiết Diên Hà giang/Tiết Liễn Hà giang (薛延河江/偰輦河江), bộ lạc sống tại đó được gọi là Tiết Diên Đà (薛延陀).

## Lịch sử
Ban đầu Tiết và Diên Đà là hai bộ lạc riêng biệt. Người Tiết từng xuất hiện từ sớm trong sử sách Trung Hoa song đã không được đề cập đến lần nữa cho đến thế kỷ thứ 7. Sau thời Ất Thất Bát, người Tiết Diên Đà đã thành lập hãn quốc tồn tại ngắn ngủi trên vùng thảo nguyên dưới sự lãnh đạo của Chân Châu khả hãn, con trai Đa Di khả hãn và cháu trai Y Đặc Vật Thất khả hãn, vị khả hãn cuối cùng đã đầu hàng người Hán.
Ngày 27 tháng 3 năm 630, Tiết Diên Đà đã liên minh với nhà Đường để đánh bại Đông Đột Quyết ở Âm Sơn. Hiệt Lợi khả hãn đã trốn thoát, song đã bị các thuộc cấp của mình bàn giao cho người Hán vào ngày 2 tháng 5.
Sau khi A Sử Na Tư Ma bị nhà Đường đánh bại năm 630, Tiết Diên Đà nắm quyền kiểm soát trên thực tế lãnh thổ Đông Đột Quyết trước đây, có lúc thần phục nhà Đường và có lúc thì giao chiến với Đường và với khả hãn Đông Đột Quyết được nhà Đường ủng hộ là Sĩ Lực Bật khả hãn A Sử Na Tư Ma.
Năm 632, Tiết Diên Đà đẩy lui một đội quân của Tứ Diệp Hộ khả hãn đến từ Tây Đột Quyết, sau đó chinh phục người Cát La Lộc tại sông Ulungur và Irtysh, và các các bộ lạc Kết Cốt. Năm 634, một trong số các đối thủ của Tiết Diên Đà là Đốt Lục khả hãn (A Sử Na Nê Thục), người cai trị phần lớn nửa phía đông của Tây Đột Quyết, đã bị trừ khử trước khi chạy trốn được đến Đường.
Sau đó, Tiết Diên Đà duy trì một mối quan hệ hữu hảo với nhà Đường cho đến năm 639, khi người Đột Quyết dưới quyền A Sử Na Kết Xã Suất (阿史那结社率), người bị hoàng đế Trung Hoa xem thường, lập kế hoạch tấn công vào kinh thành Trường An. Ông liên minh với cháu trai A Sử Na Hạ La Hốt (阿史那贺逻鹘), chọn người này làm lãnh đạo trong cuộc tấn công vào ngày 19 tháng 5. Họ đã không thành công và trên 40 quân phiến loạn đã bị xử tử. Hạ La Hốt đã được tha và bị trục xuất về phương nam.
Sau sự việc này, một lời buộc tội được đưa ra vào ngày 13 tháng 8. Theo đó, nhà Đường tiến hành trục xuất toàn bộ người Đột Quyết về phía bắc Ordos, trong một nỗ lực nhằm phục hồi hãn quốc Đông Đột Quyết bù nhìn để làm rào cản chống lại Tiết Diên Đà, phân tán sự chú ý của Tiết Diên Đà trong cuộc cạnh tranh lãnh thổ ở phía tây.
Trong số các quý tộc Đột Quyết, A Sử Na Tư Ma được chọn làm khả hãn (Sĩ Lực Bật khả hãn) với thủ đô ở biên giới. Tuy nhiên, mưu tính này của nhà Đường đã không thành công do khả hãn đã không thể tập hợp người dân của mình, nhiều người trong bộ lạc của ông đã trốn thoát về phía nam vào năm 644.
Ngày 1 tháng 8 năm 646, Tiết Diên Đà bị Hồi Hột của người Duy Ngô Nhĩ và nhà Đường đánh bại. Đa Di khả hãn của Tiết Diên Đà đã bị người Duy Ngô Nhĩ giết chết. Một đội quân Đường do Giang Hạ quận vương Lý Đạo Tông chỉ huy đã nghiền nát quân Tiết Diên Đà. Khả hãn cuối cùng của Tiết Diên Đà, Y Đặc Vật Thất khả hãn Đốt Ma Chi đã đầu hàng. Người Duy Ngô Nhĩ chiếm lấy lãnh thổ trước đây của Tiết Diên Đà.

## Khả hãn Tiết Diên Đà
- Ất Thất Bát (乙失缽), Dã Điệt khả hãn (也咥可汗) (?-628?)
- Di Nam (夷男), Chân Châu Bì Già khả hãn (真珠毗伽可汗) hay rút gọn là, Chân Châu khả hãn (真珠可汗) (628-645)
- Bạt Chước (拔灼), Hiệt Lợi Câu Lực Thất Tiết Sa Đa Di khả hãn (頡利俱力失薛沙多彌可汗) hay rút gọn là Đa Di khả hãn (多彌可汗) (645-646)
- Đốt Ma Chi (咄摩支), Y Đặc Vật Thất khả hãn (伊特勿失可汗) (646)

| Dịch Vật Chân Mạc Hạ khả hãn Tiết Bật Ca Lăng ?605-khoảng 612-? | Dịch Vật Chân Mạc Hạ khả hãn Tiết Bật Ca Lăng ?605-khoảng 612-? | Dịch Vật Chân Mạc Hạ khả hãn Tiết Bật Ca Lăng ?605-khoảng 612-? | Dịch Vật Chân Mạc Hạ khả hãn Tiết Bật Ca Lăng ?605-khoảng 612-? | Dịch Vật Chân Mạc Hạ khả hãn Tiết Bật Ca Lăng ?605-khoảng 612-? | Dịch Vật Chân Mạc Hạ khả hãn Tiết Bật Ca Lăng ?605-khoảng 612-? |  |  | Dã Điệt khả hãn Ất Thất Bát ?605-khoảng 612-? | Dã Điệt khả hãn Ất Thất Bát ?605-khoảng 612-? | Dã Điệt khả hãn Ất Thất Bát ?605-khoảng 612-? | Dã Điệt khả hãn Ất Thất Bát ?605-khoảng 612-? | Dã Điệt khả hãn Ất Thất Bát ?605-khoảng 612-? | Dã Điệt khả hãn Ất Thất Bát ?605-khoảng 612-? |  |  |                                                                       |                                                                       |                                                                       |                                                                       |                                                                       |                                                                       |  |  |              |              |              |              |              |              |  |  |  |  |  |  |  |  |  |  |  |  |  |  |  |  |  |  |
| Dịch Vật Chân Mạc Hạ khả hãn Tiết Bật Ca Lăng ?605-khoảng 612-? | Dịch Vật Chân Mạc Hạ khả hãn Tiết Bật Ca Lăng ?605-khoảng 612-? | Dịch Vật Chân Mạc Hạ khả hãn Tiết Bật Ca Lăng ?605-khoảng 612-? | Dịch Vật Chân Mạc Hạ khả hãn Tiết Bật Ca Lăng ?605-khoảng 612-? | Dịch Vật Chân Mạc Hạ khả hãn Tiết Bật Ca Lăng ?605-khoảng 612-? | Dịch Vật Chân Mạc Hạ khả hãn Tiết Bật Ca Lăng ?605-khoảng 612-? |  |  | Dã Điệt khả hãn Ất Thất Bát ?605-khoảng 612-? | Dã Điệt khả hãn Ất Thất Bát ?605-khoảng 612-? | Dã Điệt khả hãn Ất Thất Bát ?605-khoảng 612-? | Dã Điệt khả hãn Ất Thất Bát ?605-khoảng 612-? | Dã Điệt khả hãn Ất Thất Bát ?605-khoảng 612-? | Dã Điệt khả hãn Ất Thất Bát ?605-khoảng 612-? |  |  |                                                                       |                                                                       |                                                                       |                                                                       |                                                                       |                                                                       |  |  |              |              |              |              |              |              |  |  |  |  |  |  |  |  |  |  |  |  |  |  |  |  |  |  |
|                                                                 |                                                                 |                                                                 |                                                                 |                                                                 |                                                                 |  |  |                                               |                                               |                                               |                                               |                                               |                                               |  |  |                                                                       |                                                                       |                                                                       |                                                                       |                                                                       |                                                                       |  |  |              |              |              |              |              |              |  |  |  |  |  |  |  |  |  |  |  |  |  |  |  |  |  |  |
|                                                                 |                                                                 |                                                                 |                                                                 |                                                                 |                                                                 |  |  | □                                             | □                                             | □                                             | □                                             | □                                             | □                                             |  |  | Sa Bát La Nê Đôn Sách Cân                                             | Sa Bát La Nê Đôn Sách Cân                                             | Sa Bát La Nê Đôn Sách Cân                                             | Sa Bát La Nê Đôn Sách Cân                                             | Sa Bát La Nê Đôn Sách Cân                                             | Sa Bát La Nê Đôn Sách Cân                                             |  |  |              |              |              |              |              |              |  |  |  |  |  |  |  |  |  |  |  |  |  |  |  |  |  |  |
|                                                                 |                                                                 |                                                                 |                                                                 |                                                                 |                                                                 |  |  | □                                             | □                                             | □                                             | □                                             | □                                             | □                                             |  |  | Sa Bát La Nê Đôn Sách Cân                                             | Sa Bát La Nê Đôn Sách Cân                                             | Sa Bát La Nê Đôn Sách Cân                                             | Sa Bát La Nê Đôn Sách Cân                                             | Sa Bát La Nê Đôn Sách Cân                                             | Sa Bát La Nê Đôn Sách Cân                                             |  |  |              |              |              |              |              |              |  |  |  |  |  |  |  |  |  |  |  |  |  |  |  |  |  |  |
|                                                                 |                                                                 |                                                                 |                                                                 |                                                                 |                                                                 |  |  |                                               |                                               |                                               |                                               |                                               |                                               |  |  |                                                                       |                                                                       |                                                                       |                                                                       |                                                                       |                                                                       |  |  |              |              |              |              |              |              |  |  |  |  |  |  |  |  |  |  |  |  |  |  |  |  |  |  |
| □                                                               | □                                                               | □                                                               | □                                                               | □                                                               | □                                                               |  |  | Chân Châu Bì Già khả hãn Di Nam ?628-645      | Chân Châu Bì Già khả hãn Di Nam ?628-645      | Chân Châu Bì Già khả hãn Di Nam ?628-645      | Chân Châu Bì Già khả hãn Di Nam ?628-645      | Chân Châu Bì Già khả hãn Di Nam ?628-645      | Chân Châu Bì Già khả hãn Di Nam ?628-645      |  |  | Thống Đặc Lặc                                                         | Thống Đặc Lặc                                                         | Thống Đặc Lặc                                                         | Thống Đặc Lặc                                                         | Thống Đặc Lặc                                                         | Thống Đặc Lặc                                                         |  |  |              |              |              |              |              |              |  |  |  |  |  |  |  |  |  |  |  |  |  |  |  |  |  |  |
| □                                                               | □                                                               | □                                                               | □                                                               | □                                                               | □                                                               |  |  | Chân Châu Bì Già khả hãn Di Nam ?628-645      | Chân Châu Bì Già khả hãn Di Nam ?628-645      | Chân Châu Bì Già khả hãn Di Nam ?628-645      | Chân Châu Bì Già khả hãn Di Nam ?628-645      | Chân Châu Bì Già khả hãn Di Nam ?628-645      | Chân Châu Bì Già khả hãn Di Nam ?628-645      |  |  | Thống Đặc Lặc                                                         | Thống Đặc Lặc                                                         | Thống Đặc Lặc                                                         | Thống Đặc Lặc                                                         | Thống Đặc Lặc                                                         | Thống Đặc Lặc                                                         |  |  |              |              |              |              |              |              |  |  |  |  |  |  |  |  |  |  |  |  |  |  |  |  |  |  |
|                                                                 |                                                                 |                                                                 |                                                                 |                                                                 |                                                                 |  |  |                                               |                                               |                                               |                                               |                                               |                                               |  |  |                                                                       |                                                                       |                                                                       |                                                                       |                                                                       |                                                                       |  |  |              |              |              |              |              |              |  |  |  |  |  |  |  |  |  |  |  |  |  |  |  |  |  |  |
| Y Đặc Vật Thất khả hãn Đốt Ma Chi ?-646-?                       | Y Đặc Vật Thất khả hãn Đốt Ma Chi ?-646-?                       | Y Đặc Vật Thất khả hãn Đốt Ma Chi ?-646-?                       | Y Đặc Vật Thất khả hãn Đốt Ma Chi ?-646-?                       | Y Đặc Vật Thất khả hãn Đốt Ma Chi ?-646-?                       | Y Đặc Vật Thất khả hãn Đốt Ma Chi ?-646-?                       |  |  | Đột Lợi Thất khả hãn Duệ Mãng                 | Đột Lợi Thất khả hãn Duệ Mãng                 | Đột Lợi Thất khả hãn Duệ Mãng                 | Đột Lợi Thất khả hãn Duệ Mãng                 | Đột Lợi Thất khả hãn Duệ Mãng                 | Đột Lợi Thất khả hãn Duệ Mãng                 |  |  | Hiệt Lợi Câu Lợi Tiết Sa Đa Di khả hãn Tứ Hiệp Hộ Bạt Chước ?-645-646 | Hiệt Lợi Câu Lợi Tiết Sa Đa Di khả hãn Tứ Hiệp Hộ Bạt Chước ?-645-646 | Hiệt Lợi Câu Lợi Tiết Sa Đa Di khả hãn Tứ Hiệp Hộ Bạt Chước ?-645-646 | Hiệt Lợi Câu Lợi Tiết Sa Đa Di khả hãn Tứ Hiệp Hộ Bạt Chước ?-645-646 | Hiệt Lợi Câu Lợi Tiết Sa Đa Di khả hãn Tứ Hiệp Hộ Bạt Chước ?-645-646 | Hiệt Lợi Câu Lợi Tiết Sa Đa Di khả hãn Tứ Hiệp Hộ Bạt Chước ?-645-646 |  |  | Hiệt Lợi Bật | Hiệt Lợi Bật | Hiệt Lợi Bật | Hiệt Lợi Bật | Hiệt Lợi Bật | Hiệt Lợi Bật |  |  |  |  |  |  |  |  |  |  |  |  |  |  |  |  |  |  |

## Họ của các khả hãn
Không rõ về họ của các khả hãn Tiết Diên Đà, mặc dù sử gia Trung Quốc hiện đại Bá Dương đã liệt họ của họ là "Ất Thất" trong phiên bản (cũng gọi là bản Bá Dương) Tư trị thông giám của ông, song Bá Dương không dẫn nguồn cho việc này. Có lẽ Bá Dương đã chịu ảnh hưởng của Thông điển, trong đó khẳng định họ của khả hãn Tiết Diên Đà là Nhất Lợi Thổ (壹利吐, Nhất Lợi Đốt 一利咄 như trong Sách phủ nguyên quy và Nhất Lợi Điệt 壹利咥 trong Tân Đường thư) hoặc đã thực hiện các nghiên cứu nhất định.
Theo Sầm Trọng Miễn, các tên đã kể ở phía trên có liên hệ với các biến thể của elteris. Đoàn Liên Cần khẳng định rằng tên gọi Ất Thất Bát (tức Dã Điệt khả hãn) cũng có thể được đọc là Dã Điệt (也咥). Tư trị thông giám, trong bản gốc, đã đề cập đến một tướng người Tiết Diên Đà tên là Đốt Ma Chi, có thể là Y Đặc Vật Thất khả hãn (sau khi ông ta trở thành một tướng của Đường) với họ "Tiết"—mặc dù Đường hội yếu chỉ ra rằng đó không phải là cùng một người, vì nó chỉ ra rằng Y Đặc Vật Thất khả hãn đã chết trong thời gian Đường Thái Tông trị vì. Đường hội yếu cũng khẳng định rằng những người cai trị Tiết Diên Đã tuyên bố họ gốc là Tiết, và tên gọi bộ lạc đã được đổi sang Tiết Diên Đà sau khi Tiết đánh bại và sáp nhập Diên Đà vào bộ lạc của mình.